# ディックス・スポーティング・グッズ・パーク
ディックス・スポーティング・グッズ・パーク（DICK's Sporting Goods Park、DSG Park）は、アメリカ合衆国コロラド州、デンバー近郊のコマースシティにあるサッカースタジアム。ラグビー、ラクロスの試合、コンサートにも使用されている。スポーツ用品小売業DICK's Sporting Goodsが命名権を持つ。

## 概要
2007年4月9日完成。サッカークラブ、コロラド・ラピッズのホームスタジアムである。
サッカー試合時は18,000人だが、コンサート開催時には27,000人まで収容可能。
海抜5,280フィート（1,600メートル）を超え、北アメリカ1部リーグのメジャーリーグサッカー（MLS）が定期的に使用するスタジアムの中で、最も標高が高い。